# Bossens (Alta Garona)
Bossens(francès Boussens) és un municipi occità de Comenge, a Gascunya, del departament de l'Alta Garona a la regió d'Occitània.